# Conchaspis cordiae
Conchaspis cordiae är en insektsart som beskrevs av Mamet 1954. Conchaspis cordiae ingår i släktet Conchaspis och familjen Conchaspididae. Inga underarter finns listade i Catalogue of Life.